# Festival di Pasqua di Salisburgo
Il Festival di Pasqua di Salisburgo (Tedesco: Osterfestspiele Salzburg) è un festival annuale di musica lirica e classica che si tiene a Salisburgo, in Austria, durante la settimana di Pasqua.

## Storia
Per gran parte della storia del festival, l'orchestra residente del Festival di Pasqua è stata la Berliner Philharmoniker, di cui Karajan era direttore musicale all'epoca, con Karajan anche nel ruolo di direttore artistico del Festival. L'orchestra continuò la sua collaborazione con il festival tramite il successivo incarico a Claudio Abbado, che divenne direttore artistico nel 1994.
Nel febbraio 2010 emersero accuse di scandali finanziari e appropriazioni indebite contro l'allora direttore esecutivo del Festival di Pasqua, Michael Dewitte. Lo scandalo si allargò dopo che anche Klaus Kretschmer, direttore tecnico del Festival di Salisburgo, fu accusato nella stessa maniera e in seguito rimase gravemente ferito a Salisburgo dopo un tentativo di suicidio. Sia Dewitte che Kretschmer furono licenziati. Peter Alward è stato poi nominato nuovo amministratore delegato del Festival di Pasqua.
Nel maggio 2011 la Berliner Philharmoniker decise di lasciare il Festival di Pasqua di Salisburgo come orchestra in residenza. Nel giugno 2011 il Festival di Pasqua annunciò la nomina della Sächsische Staatskapelle Dresden come nuova orchestra residente e il suo direttore principale Christian Thielemann come nuovo direttore artistico, a partire dalla stagione 2013.
Dal 1 ° luglio 2015 il direttore culturale, compositore e direttore d'orchestra Peter Ruzicka è stato l'amministratore delegato ed intendente del Festival di Pasqua di Salisburgo, facendo seguito a Peter Alward e Bernd Gaubinger.